# The Romantic Journey
The Romantic Journey er en amerikansk stumfilm fra 1916 af George Fitzmaurice.

## Medvirkende
- William Courtenay som Peter.
- Macey Harlam som Ratoor.
- Alice Dovey som Cynthia.
- Norman Thorpe som Broadhurst.